# مايك أندرسون (لاعب كرة قدم أمريكية أمريكي)
مايك أندرسون (بالإنجليزية: Mike Anderson)‏ هو لاعب كرة قدم أمريكية أمريكي، ولد في 21 سبتمبر 1973 في وينسبورو في الولايات المتحدة.

## وصلات خارجية
- مايك أندرسون على موقع مرجع كرة القدم المحترفة.كوم (الإنجليزية)